# Tancredo Neves
 (juin 2019).
Si vous disposez d'ouvrages ou d'articles de référence ou si vous connaissez des sites web de qualité traitant du thème abordé ici, merci de compléter l'article en donnant les références utiles à sa vérifiabilité et en les liant à la section « Notes et références ».
Tancredo de Almeida Neves est un homme d'État brésilien né le 4 mars 1910 à São João del-Rei (Minas Gerais) et mort le 21 avril 1985 à São Paulo (État de São Paulo). 
Ministre de la Justice, Premier ministre puis gouverneur, il est élu président de la République en 1985 mais meurt avant d'être investi dans cette fonction.

## Carrière politique
Diplômé en droit, Tancredo Neves commence sa carrière politique en 1934 en qualité de conseiller municipal de sa ville natale, puis il est élu député régional à l'assemblée législative de l'État de Minas Gerais en 1947.  
Trois ans plus tard, il devient député fédéral pour son État auprès de la Chambre des Députés du Brésil. En 1953, il est nommé ministre de la Justice par le président Getúlio Vargas. Tancredo Neves occupe ce poste jusqu'à ce que Vargas se suicide en 1954. En 1960, il se présente, sans succès, à l'élection au poste de gouverneur de l'État de Minas Gerais.

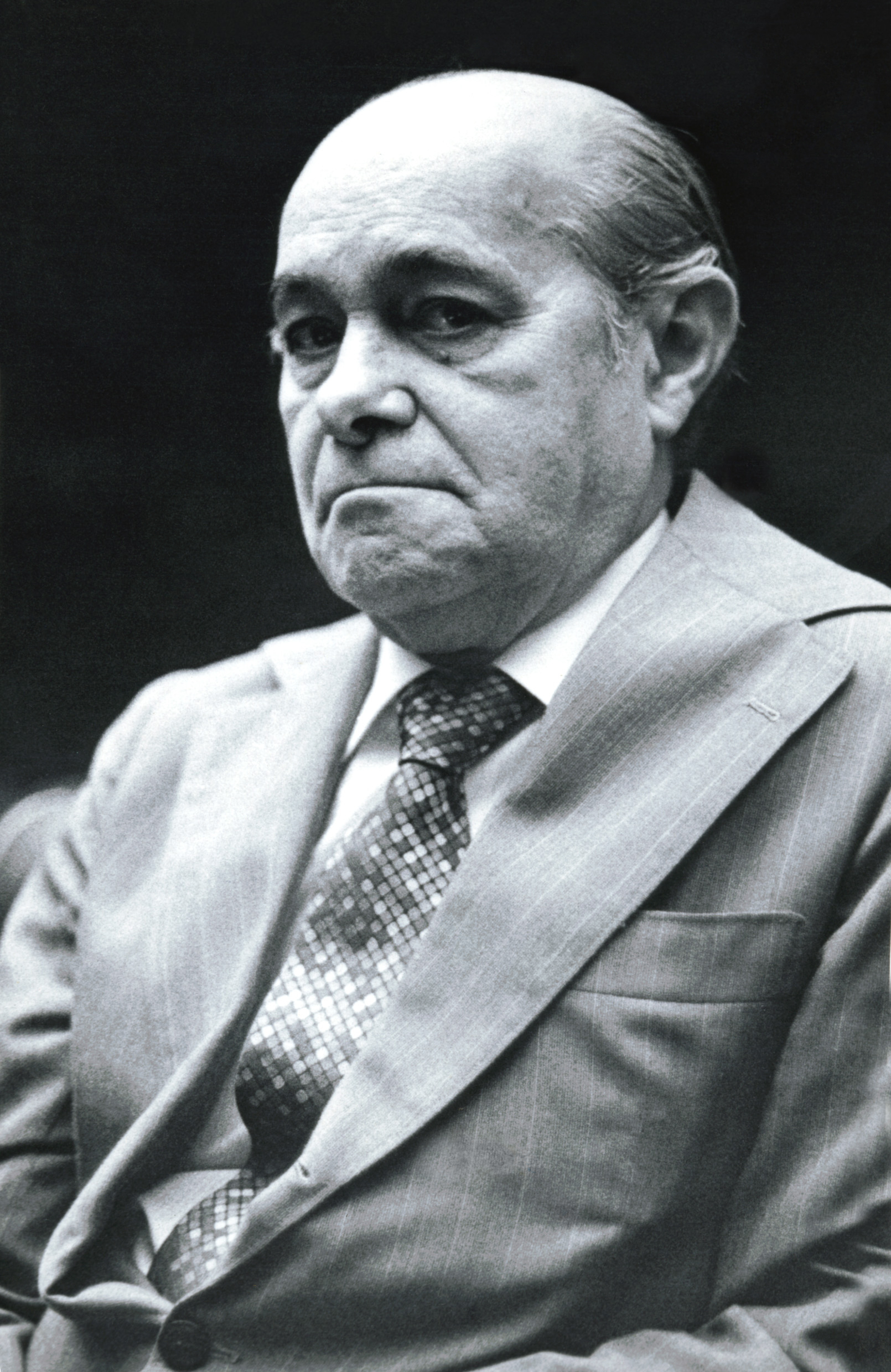
Tancredo Neves, sénateur.

Le système parlementaire est implanté au Brésil lors de la crise créée par la démission du président Jânio Quadros, le 25 août 1961. Tancredo Neves est nommé Premier ministre par le président João Goulart et occupe ce poste de septembre 1961 à juillet 1962. La crise continue et le système parlementaire est aboli par plébiscite en janvier 1963. Goulart est renversé en 1964 et Tancredo Neves, qui est jusqu'alors considéré comme un modéré, devient opposant au régime militaire via le Mouvement Démocratique du Brésil (MDB). Il est élu sénateur en 1978 et gouverneur de Minas Gerais en 1982. En 1984, il est l'une des figures du mouvement « Diretas Já! » qui demande des élections directes pour la présidence de la République. Tancredo Neves est le candidat de l'opposition pour succéder au président João Figueiredo.
Le 15 janvier 1985, Tancredo Neves est élu à la présidence avec une majorité au Congrès. Il tombe cependant subitement malade une journée avant la prestation de serment (15 mars 1985). Il souffre de complications abdominales et développe une infection généralisée. Après sept opérations, Tancredo Neves décéda le 21 avril 1985. José Sarney lui succède.
L'aéroport international Tancredo Neves de Belo Horizonte porte son nom. Son petit-fils Aécio Neves est gouverneur de l'État du Minas Gerais (2003-2010) avant d'être battu de justesse par la présidente sortante, Dilma Rousseff, au second tour de l'élection présidentielle de 2014.
Le personnage de Tancredo Neves est représenté au cinéma et interprété par Michel Bercovitch (pt) dans le film Getúlio (2014).